# 야마부키 히바리
야마부키 히바리(일본어: 山吹 ひばり やまぶき ひばり[*], 10월 13일 - )는 다카라즈카 가극단 소라구미에 소속되어 있는 여역이다.
아이치현 코난시 출신, 현립메이와고등학교 출신이다. 키 164cm, 애칭은 "부키(ぶき)", "붓키(ブッキー)", "히바리(ひばり)", "히이짱(ひいちゃん)"이다.

## 내력
2017년, 다카라즈카 음악학교에 입학.
2019년, 다카라즈카 가극단 105기생으로 입단. 소라구미 공연 「오션스 11」으로 초무대. 그 후 소라구미에 배속.
2021년, 마카제 스즈호ㆍ준 하나 톱 콤비 대극장 오히로메 공연 「셜록 홈즈」로 신인공연 첫 히로인. 입단 3년차의 발탁으로, 105기에서 처음 신인공연 히로인이 탄생하였다.

## 주요 무대
| 기간 (월)       | 소속 | 제목                             | 공연장                                 | 배역                                            | 비고                              |
| --------------- | ---- | -------------------------------- | -------------------------------------- | ----------------------------------------------- | --------------------------------- |
| 2019년          |      |                                  |                                        |                                                 |                                   |
| 4 - 5           | 소라 | 오션스 11                        | 다카라즈카 대극장                      |                                                 | 초무대                            |
| 6 - 7           | 소라 | 오션스 11                        | 도쿄 다카라즈카 극장                   |                                                 |                                   |
| 11 - 2020년 2월 | 소라 | El Japón -이스파니아의 사무라이- | 다카라즈카 대극장 도쿄 다카라즈카 극장 | 후지노 (신인공연)                               | 본역 : 하루하 라라                |
| 11 - 2020년 2월 | 소라 | 아쿠아비테!!                     | 다카라즈카 대극장 도쿄 다카라즈카 극장 |                                                 |                                   |
| 2020년          |      |                                  |                                        |                                                 |                                   |
| 8 - 9           | 소라 | FLYING SAPA                      | 우메다예술극장 일생극장                | 대변인 부관                                     |                                   |
| 11 - 2021년 2월 | 소라 | 아나스타시아                     | 다카라즈카 대극장 도쿄 다카라즈카 극장 |                                                 |                                   |
| 2021년          |      |                                  |                                        |                                                 |                                   |
| 4               | 소라 | 유메치도리                       | 바우홀                                 | 히코노                                          |                                   |
| 6 - 9           | 소라 | 셜록 홈즈 -The Game Is Afoot!-   | 다카라즈카 대극장 도쿄 다카라즈카 극장 | 베카 스트리트 레귤러스 아이린 애들러 (신인공연) | 본역 : 준 하나 신인공연 첫 히로인 |
| 6 - 9           | 소라 | Délicieux -감미로운 파리-        | 다카라즈카 대극장 도쿄 다카라즈카 극장 |                                                 |                                   |
| 11 - 12         | 소라 | 바론의 후예                      | 전국투어                               | 헬렌                                            |                                   |
| 11 - 12         | 소라 | 아쿠아비테!!                     | 전국투어                               |                                                 |                                   |
| 2022년          |      |                                  |                                        |                                                 |                                   |
| 2 - 3           | 소라 | NEVER SAY GOODBYE                | 다카라즈카 대극장                      |                                                 |                                   |
| 4 - 5           | 소라 | NEVER SAY GOODBYE                | 도쿄 다카라즈카 극장                   | 페기 맥레거 (신인공연)                          | 본역 : 준 하나                    |